# Опсерваторија Паломар
Опсерваторија Паломар (енгл. Palomar Observatory) налази се у Сан Дијего округу Калифорнији 145 km југоисточно од Лос Анђелеса. Налази се у поседу Калифорнијског технолошког института Kalteh. Опсерваторија располаже са више телескопа укључујући и чувени Хејлов телескоп пречника огледала 5.1 метара. У овој опсерваторији откривени су многи важни објекти и текла су многа важна истраживања. Данас опсерваторија такође прима организоване посете.
Опсерваторија користи неколико телескопа, укључујући 200 in (5,1 m) Хејлов телескоп, 48 in (1,2 m) Самуел Ошинов телескоп (посвећен Звецкијевој прелазној инсталацији, ZTF), 60 in (1,5 m) телескоп Паломар и 30 cm (12 in) Gattini-IR телескоп. Инструменти који су стављени ван употребе укључују Паломаров интерферометар и прве телескопе у опсерваторији, као и Шмитова камера од 18 in (46 cm) из 1936. године.

## Историја

### Хејлова визија за велике телескопе и опсерваторију Паломар
Астроном Џорџ Елери Хејл, чија је визија створила Опсерваторију Паломар, изградио је највећи телескоп на свету четири пута узастопно. Он је објавио чланак из 1928. у којем је предложио оно што ће постати Паломар рефлектор од 200 in (510 cm); био је то позив америчкој јавности да сазна како велики телескопи могу помоћи да се одговори на питања која се односе на фундаменталну природу универзума. Хејл је пратио овај чланак писмом Међународном образовном одбору (касније укљученом у Одбор за опште образовање) Рокфелерове фондације од 16. априла 1928. у којем је тражио финансирање овог пројекта.

### Хејлов телескоп
Хејлов телескоп добио је име по астроному Џорџу Хејлу а изградио га је Калтех. Изградња је коштала 6 милиона долара, што је донација Рокефелер Фондације, користећи Пајрекс бланк произведен од стране Корнинг Гласа под управом Џорџа Маколија. Џ.О. Андерсон је био иницијални менаџер пројекта, започетог раних 1930-их Телескоп (највећи на свету у то време) угледао је прво светло 26. јануара 1949. циљајући NGC 2261. Прва особа која је користила телескоп био је један од највећих астронома 20. века, Едвин Хабл. Користећи телескоп, астрономи су открили једне од најегзотичнијих објеката у свемиру, такозване квазаре, и такође доказали постојање звезда у другим галаксијама. Проучавали су структуру и хемију интергалактичких облака, што је помогло у разумевању синтезе елемената у универзуму. Користећи овај телескоп, октривено је хиљаде астероида.

### Архитектура и дизајн
Расел В. Портер је развио архитектуру у стилу Арт Деко зграда Опсерваторије, укључујући куполу Хејловог телескопа од 200 in (510 cm). Портер је такође био одговоран за већи део техничког дизајна Хејловог телескопа и Шмитових камера, производећи серију инжењерских цртежа попречног пресека. Портер је радио на дизајну у сарадњи са многим инжењерима и члановима Калтех комитета.

### Директори
- Ара Спрејг Бовен, 1948–1964
- Хорас В. Бабкок, 1964–1978
- Мартин Шмит, 1978–1980
- Џери Њугабаур, 1980–1994
- Џејмс Вестфал, 1994–1997
- Волис Лесли Вилијам Саџент, 1997–2000
- Ричард Елис, 2000–2006
- Шринивас Кулкарни, 2006––2018
- Џонас Змуиџинас, 2018–

### Опсерваторија Паломар и светлосно загађење
Велики део околног региона јужне Калифорније усвојио је заштићено осветљење како би се смањило светлосно загађење које би потенцијално могло да утиче на опсерваторију.

## Телескопи и инструменти
- Хејлов телескоп од 200 in (510 cm) (5,1 m) је први пут предложен 1928. године и у функцији је од 1948. То је био највећи телескоп на свету 45 година.[14]
- Рефлектујући телескоп од 60 in (150 cm) (1,5 m) налази се у згради Оскар Мајер и ради потпуно роботски. Телескоп је постао оперативан 1970. године и изграђен је да би се повећао приступ небу за астрономе Паломара. Међу значајним достигнућима, 60-инчни телескоп је коришћен за откривање првог смеђег патуљка.[15] Телескоп од 60 in (150 cm) тренутно угошћује инструмент SED Машина интегралног поља спектрографа који се користи као део ZTF транзијентног праћења и класификације.[16][17]
- 48-инчни (1,2 m) телескоп Самуела Ошина (Шмитова камера) је започео 1938. године, а телескоп је угледао прво светло 1948. Првобитно се звао 48-инчни Шмит, а посвећен је Самјуелу Ошину 1986. године.[18] Међу многим значајним достигнућима, Ошинова запажања су довела до открића важних патуљастих планета Ерида и Седна.[19] Ерисово откриће покренуло је дискусије у међународној астрономској заједници које су довеле до тога да је Плутон поново класификован као патуљаста планета 2006. године.
- Роботски телескоп од 40 in (100 cm) (1,0 m) WINTER (енгл. The Wide-field Infrared Transient Explorer) 1к1 степен који рефлектује роботски телескоп који је у функцији од 2021. Посвећен прегледу инфрацрвеног (IR) неба у ограниченом временском домену, са посебним нагласком на идентификацији r-процесног материјала у остацима спајања бинарних неутронских звезда (BNS) које је открио LIGO. Инструмент посматра у Y, J и кратком-H (Hs) опсегу подешеном на дуготаласну границу InGaAs сензора, покривајући опсег таласних дужина од 0,9—1,7 микрона.[20]

### Застарели уређају
- Шмитова камера од 18 in (46 cm) постала је први оперативни телескоп у Паломару 1936. Током 1930-их, Фриц Цвики и Валтер Баде су се залагали за додавање геодетских телескопа у Паломару, а 18-инчни је развијен да демонстрира Шмитов концепт. Цвики је користио 18 in (46 cm) да открије преко 100 супернова у другим галаксијама. Комета Шумахер-Леви 9 је откривена овим инструментом 1993. године. Од тада је повучена из употребе и изложена је у малом музеју/центру за посетиоце.[21][22]
- Паломар Тестбедов интерферометер (PTI) је био инструмент са више телескопа који је вршио мерења високе угаоне резолуције привидних величина и релативних положаја звезда. Привидне величине и у неким случајевима облици сјајних звезда мерени су са PTI, као и привидне орбите више звезданих система. PTI је радио од 1995. до 2008. године.[23]
- Паломаров телескоп планетне потраге (PPST), такође познат као Слут, био је роботски телескоп од 0,1 m (3,9 in) који је радио од 2003. до 2008. Био је посвећен потрази за планетама око других звезда користећи метод транзита. Деловао је заједно са телескопима у Ловел опсерваторији и на Канарским острвима као део Трансатлантског истраживања егзопланета (TrES).[24]

## Остали инструменти
- Телескоп од 60 in (150 cm) помоћу кога је откривен први браон патуљак
- Телескоп од 48 in (120 cm), такозвани Samuel Oschin телескоп, који је са радом почео 1938. патуљаста планета Ерис је откривена овим телескопом. Откриће ове планете довело је до тога да се Плутон сврста у патуљасте планете, као и Ерис
- Катадиоптички телескоп од 18 in (46 cm) био је први телескоп који се користио на Паломар обсерваторији. Фриц Цвики је помоћу овог телескопа открио преко 100 супернова у другим галаксијама и сакупио прве податке о могућем постојању тамне материје. 1993. комета Шумејкер-Ливи 9 први пут је забележена користећи овај телескоп. Од тада, телескоп се више није користио.